# Джон Родам Спенсър Станхоуп
Джон Родам Спенсър Станхоуп (на английски: John Roddam Spencer Stanhope) е английски художник асоцииран с Едуард Бърн-Джоунс и Джордж Фредерик Уотс, и често се разглежда като втора вълна прерафаелит. Неговата работа се изучава и в контекста на естетизма и британския символизъм.
Като художник Станхоуп работи с масло, акварел, стенопис и смесена техника. Обект на неговото внимание в творбите са митологичната, алегоричната, библейската, и съвременната тема. Станхоуп е роден в Йоркшир, Англия, и умира във Флоренция, Италия. Чичо и учител на художника Евелин де Морган (Evelyn De Morgan).

## Живот и кариера
Джон Родам Спенсър Станхоуп е роден на 20 януари 1829 г. в Йоркшир, Англия.
Станхоуп е син на Джон Спенсър Станхоуп (John Spencer Stanhope) – антиквар, който в младежките си години изследва Гърция и Елизабет Уилмина Кок (Elizabeth Wilhemina Coke).
Умира на 2 август 1908 г.

## Творби
Картини и други творби на Джон Родам Спенсър Станхоуп:
- Penelope (1849)
- Sir Gawaine and the Damsels at the Fountain (1857)
- Thoughts of the Past (1859)
- Robin of Modern Times (1860)
- Juliet and Her Nurse (1863)
- The Wine Press (1864)
- Our Lady of the Water Gate (1870)
- Procris and Cephalus (1872)

- Love and the Maiden (1877)
- Night (1878)
- The Waters of Lethe by the Plains of Elysium (1879–80)
- The Shulamite (ок.1882)
- Charon and Psyche (ок. 1883)
- Why Seek Ye the Living Among the Dead? (ок. 1886; също позната като Resurrection)
- Eve Tempted (1887)
- The Pine Woods of Viareggio (изложена през 1888)
- Flora (1889)
- Holy Trinity Main Altar Polyptych (1892–94)
- Holy Trinity Memorial Chapel Polyptych (1892–94)
- The Escape (ок. 1900)

Други творби (с неизвестна дата):
- Andromeda
- Autumn
- Charcoal Thieves
- Cupid and Psyche
- In Memoriam
- Love Betrayed
- The Millpond
- Patience On A Monument Smiling At Grief
- The Vision Of Ezekiel: The Valley Of Dry Bones
- The Washing Place
- The White Rabbit

## Галерия
- Robin of Modern Times
- The Temptation of Eve
- Why seek ye the living among the dread St Luke (1896)
- The Expulsion from Eden (1900)
- Thoughts of the Past